# Стратулат Володимир Миколайович
Володимир Миколайович Стратулат — сержант Збройних сил України.
Станом на березень 2019 року — віповідльний виконавець мобілізаційного відділення, Вітовський районний військовий комісаріат.

## Нагороди
26 липня 2014 року — за особисту мужність і героїзм, виявлені у захисті державного суверенітету та територіальної цілісності України, вірність військовій присязі під час російсько-української війни, відзначений — нагороджений орденом «За мужність» III ступеня.